# Genesis (serie televisiva)
Genesis (Génesis, en la mente del asesino) è una serie televisiva spagnola prodotta dal 2006 al 2007. Girata a Madrid, è stata trasmessa da Cuatro TV.
In Italia è stata trasmessa in prima visione satellitare da Fox Crime, e in chiaro da Cielo.

## Trama
La squadra di investigatori è guidata dall'ispettore capo Gustavo e dal capo della polizia Mateo Rocha, con cui collaborano alcuni agenti della polizia scientifica, un medico legale e un esperto di psicologia criminale.

## Episodi
| Stagione         | Episodi | Prima TV Spagna | Prima TV Italia |
| ---------------- | ------- | --------------- | --------------- |
| Prima stagione   | 9       | 2006            | 2008            |
| Seconda stagione | 13      | 2007            | 2008            |